# Matti Wagner
Matti Wagner (* 7. Juni 2005 in Eschweiler) ist ein deutscher Fußballspieler, der als Linksverteidiger zum Einsatz kommt und derzeit als Leihspieler der SpVgg Greuther Fürth bei Alemannia Aachen spielt.

## Karriere

### Vereinskarriere
Wagner wurde in Eschweiler geboren und spielte ab 2016 in der Jugend des 1. FC Köln. In der Rückrunde der Saison 2023/24 schaffte er den Sprung aus der Jugend in die zweite Mannschaft des Vereins.
Zur Saison 2024/25 wechselte er zur SpVgg Greuther Fürth, wo er zunächst für die zweite Mannschaft in der Regionalliga Bayern zum Einsatz kam. Im September 2024 absolvierte er gegen Eintracht Braunschweig sein erstes Spiel in der 2. Bundesliga.
Im Januar 2025 wurde er an Rot-Weiss Essen in die 3. Liga ausgeliehen. Nach der halbjährigen Leihe wurde er an Alemannia Aachen weiterverliehen.

### Nationalmannschaft
Wagner absolvierte im Jahr 2023 ein Länderspiel für die deutsche U18-Nationalmannschaft und spielte anschließend für die deutsche U19-Nationalmannschaft, für die er bis 2024 neun Einsätze verzeichnete.